# Onthophagus novaeirlandiae
Onthophagus novaeirlandiae är en skalbaggsart som beskrevs av Vladimir Balthasar 1969. Onthophagus novaeirlandiae ingår i släktet Onthophagus och familjen bladhorningar. Inga underarter finns listade i Catalogue of Life.